# El creyente (álbum)
El creyente es el segundo álbum en directo del cantante español Loquillo, publicado por la compañía discográfica Warner Music el 29 de abril de 2014. El álbum, publicado en formato CD y DVD, fue grabado en directo en el Palacio de Deportes de Granada el 22 de febrero ante un público de 7000 personas, y durante el cual el músico repasó toda su carrera musical. El concierto contó con la participación de músicos invitados como Leiva y Ariel Rot.

## Lista de canciones
| Disco uno |                                   |          |  |
| N.º       | Título                            | Duración |  |
| 1.        | «El creyente»                     |          |  |
| 2.        | «Línea clara»                     |          |  |
| 3.        | «De vez en cuando y para siempre» |          |  |
| 4.        | «Sol»                             |          |  |
| 5.        | «Planeta Rock»                    |          |  |
| 6.        | «Memoria de jóvenes airados»      |          |  |
| 7.        | «La nave de los locos»            |          |  |
| 8.        | «Malo»                            |          |  |
| 9.        | «Cruzando el paraíso»             |          |  |
| 10.       | «Salvador»                        |          |  |
| 11.       | «Political Incorrectness»         |          |  |
| 12.       | «El hombre de negro»              |          |  |
| 13.       | «El rompeolas»                    |          |  |
| 14.       | «Cuando fuimos los mejores»       |          |  |
| 15.       | «Cuando vivías en la Castellana»  |          |  |

| Disco dos |                                    |          |  |
| N.º       | Título                             | Duración |  |
| 1.        | «Carne para Linda»                 |          |  |
| 2.        | «Feo, fuerte y formal»             |          |  |
| 3.        | «Contento»                         |          |  |
| 4.        | «El ritmo del garage»              |          |  |
| 5.        | «Rock and roll actitud»            |          |  |
| 6.        | «El mundo necesita hombres objeto» |          |  |
| 7.        | «La mataré»                        |          |  |
| 8.        | «Rock de Europa»                   |          |  |
| 9.        | «Rock and Roll Star»               |          |  |
| 10.       | «Spanish Bombs»                    |          |  |
| 11.       | «Cadillac solitario»               |          |  |

## Personal
- Loquillo: voz
- Igor Paskual: guitarra
- Jaime Stinus: guitarra
- Josu García: guitarra
- Alfonso Alcalá: bajo
- Santi Comet: teclados
- Laurent Castagnet: batería
- Leiva: voz en "Rock de Europa"
- Ariel Rot: voz en "Rock and Roll Star"